# Jozef Sivák
Jozef Sivák (14. ledna 1886 Bobrovec – 27. ledna 1959 Bratislava) byl československý a slovenský politik, pedagog, spisovatel a novinář. Byl členem HSĽS-SSNJ, kde sice patřil k umírněnému křídlu, ale byl zastáncem autonomie. V prosinci 1938 byl zvolen do slovenského sněmu. V čase vyhlášení autonomie Slovenska se stal ministrem školství a národní osvěty. Od 9. do 11. března 1939 byl předsedou autonomní slovenské vlády (vláda Jozefa Siváka) a zároveň ministrem všech rezortů (kromě ministerstva financí). Ve vládě Karola Sidora působil jako slovenský ministr školství a národní osvěty. Stejnou funkci zastával i v 3. a 4. Tisově vládě (vláda samostatného Slovenského státu). Za svoji činnost z období Slovenského státu byl po druhé světové válce odsouzen na dva roky do vězení.

## Biografie
Narodil se v obci Bobrovec v okrese Liptovský Mikuláš. Studoval na učitelském ústavu ve Spišské Nové Vsi, ale studium přerušil kvůli práci v advokátské kanceláři. Dokončil ho na církevní škole ve Spišské Kapitule. Pracoval pak jako učitel v Liptovské Teplé a v Likavce. V tomto období se začal intenzivněji setkávat s Andrejem Hlinkou. Po vzniku Československa se stal školským inspektorem v Prievidzi. Byl členem a od 19. prosince 1918 ústředním tajemníkem Slovenské ľudové strany, kterou od 11. března 1919 až do roku 1920 zastupoval v Revolučním národním shromáždění. Od roku 1920 však znovu působil jen jako pedagog. V této době začal připravovat nové učebnice, které v slovenském jazyce chyběly, sestavil Abecedu, Přírodopis, Mravovědu, čítanky pro všechny ročníky lidových škol a mnohé jiné. V roce 1924 se stal poslancem Národního shromáždění, kde působil až do roku 1938, od roku 1937 jako jeho místopředseda. Jako poslanec se zajímal především o školskou a kulturně-osvětovou problematiku. Zasazoval se o zřízení vysoké školy technického zaměření na Slovensku, k čemuž došlo až v roce 1937. Za rozvoj církevního školství ho papež Pius XI. vyznamenal v roce 1928 Rytířským řádem sv. Silvestra.
Koncem roku 1938 se stal poslancem slovenského autonomního sněmu a od března 1939 poslancem sněmu Slovenské republiky. V lednu 1939 se stal ministrem školství a národní osvěty v třetí slovenské autonomní vládě. Česko-slovenský prezident Emil Hácha ho jmenoval 9. března 1939 předsedou slovenské autonomní vlády a ministrem všech rezortů s výjimkou ministerstva financí. Tehdy byl Sivák přítomen v Římě korunovaci papeže Pia XII. a odmítl funkce převzít. 11. března 1939 byl jmenován ministrem školství a národní osvěty v poslední autonomní vládě a zastával tuto funkci i po vzniku samostatné Slovenské republiky. Měl podíl na vzniku Slovenské akademie věd a umění, předchůdkyně Slovenské akademie věd. Byl odpůrcem deportací Židů ze Slovenska a byl odhodlaný odstoupit z postu ministra. Učinil tak až 5. září 1944 jako projev nesouhlasu s pozváním německých vojsk na potlačení SNP.
V květnu 1945 byl zatčen a později postaven před Národní soud, který ho odsoudil na dva roky do vězení, odkud byl propuštěn v prosinci 1947. Potom krátce pracoval v Západoslovenských tiskárnách jako pokladník. V roce 1952 se musel s rodinou vystěhovat z Bratislavy a žil pak ve vsi Tachty a později v Trubíně.
Psal články a básně, které uveřejňoval v novinách a časopisech. Přispíval do Slováka, Národních novin, Slovenských pohľadů a Živeny. V druhé polovině dvacátých let pracoval jako redaktor Slováka (publikoval zde pod pseudonymem Trávnický). v době svého působení v Prievidzi se věnoval psaní slovenských učebnic.